# Daniil Medvedev
Daniil Sergeevič Medvedev (in russo Даниил Сергеевич Медведев?, pronuncia: [dənʲɪˈiɫ mʲɪdˈvʲedʲɪf]; Mosca, 11 febbraio 1996) è un tennista russo.
Considerato uno dei tennisti più forti della sua generazione, e uno dei migliori nella storia del suo paese, ha conquistato 20 titoli ATP, tra cui gli US Open 2021; è stato inoltre finalista a Flushing Meadows nel 2019 e nel 2023 oltre alle edizioni 2021, 2022 e 2024 degli Australian Open. Ha trionfato nelle ATP Finals 2020 e con la squadra russa ha conquistato l'ATP Cup 2021 e la Coppa Davis 2020-2021.
Il 28 febbraio 2022 è diventato il nº 1 della classifica mondiale, secondo tennista a infrangere il dominio dei Big Three (Novak Đoković, Roger Federer, Rafael Nadal) che a turno avevano occupato ininterrottamente la prima posizione dal 2 febbraio 2004, con la sola eccezione di Andy Murray tra il 2016 e il 2017.

## Carriera

### 2011-2013: inizi
Fa il suo debutto tra i professionisti al torneo Futures Russia F1 nel marzo 2011, a soli 15 anni e mezzo, e guadagna i primi punti nel ranking ATP vincendo gli incontri di primo turno sia in singolare che in doppio. Nel marzo successivo fa una seconda fugace apparizione nel circuito dei Futures ITF uscendo al primo turno nel torneo di doppio del Russia F6. Nell'ottobre 2013 riceve una wildcard per il tabellone di qualificazione del torneo ATP 250 di Mosca ma viene sconfitto dal connazionale Baluda. La settimana dopo partecipa alle qualificazioni del Challenger di Kazan e viene eliminato al secondo turno.

### 2014-2015: primi titoli ITF
Dopo questi isolati tornei di inizio carriera, comincia a giocare in pianta stabile tra i professionisti nel luglio 2014 al Futures France F15 e torna a conquistare un punto ATP grazie al ritiro dell'avversario durante l'incontro di primo turno. Il 3 agosto alza il suo primo trofeo ITF vincendo la finale del doppio al torneo Georgia F1 in coppia con il francese Florent Diep; in singolare raggiunge la semifinale in cui viene sconfitto in due set da Riccardo Sinicropi. La settimana successiva conquista il suo primo titolo in singolare al torneo Georgia F2 battendo in finale Gianluca Mager con il punteggio di 3-6, 6-2, 6-2. In settembre viene eliminato al turno decisivo nelle qualificazioni del Challenger di Saint-Rémy-de-Provence e subito dopo vince il suo secondo titolo in doppio al Futures France F18. In ottobre prova nuovamente le qualificazioni al torneo ATP di Mosca e viene battuto al secondo turno da Aslan Karacev.
Nei primi mesi del 2015 non supera mai il secondo turno e in febbraio fallisce le qualificazioni al torneo ATP Open 13 di Marsiglia. Il 12 aprile conquista il suo secondo titolo Futures in singolare superando in due set Tom Jomby nella finale del Tunisia F13 a El Kantaoui. In maggio vince al France F9 il suo unico torneo nelle 7 finali di doppio disputate nell'arco della stagione. Viene poi eliminato al secondo turno nelle qualificazioni in singolare del torneo ATP di Nizza e la settimana dopo vince il torneo Russia F1 a Mosca. In luglio non supera le qualificazioni al torneo ATP di Gstaad. In settembre supera invece per la prima volta le qualificazioni di un Challenger a Shanghai e raggiunge la semifinale, battendo tra gli altri il nº 153 ATP Peter Gojowczyk; si ritira durante il match contro Yuki Bhambri, che vincerà il titolo. Grazie a questo risultato passa dalla 409ª alla 335ª posizione del ranking. Alla Kremlin Cup di Mosca viene eliminato da Dmitrij Tursunov nelle qualificazioni in singolare ma supera quelle in doppio in coppia con Aslan Karacev, facendo il suo debutto nel tabellone principale di un torneo ATP; vengono eliminati al secondo turno dopo aver sconfitto in tre set Aljaksandr Bury / Denis Istomin.

### 2016: primo titolo Challenger e top 100
I primo risultato significativo del 2016 è il titolo Futures conquistato in febbraio al Switzerland F2 di Trimbach, battendo in finale Adrien Bossel; il successo gli consente l'ingresso nella top 300 del ranking. In marzo vince il titolo in doppio al Futures France F4 e raggiunge la sua seconda semifinale Challenger a Kazan, dopo aver eliminato al primo turno il nº 85 ATP Ričardas Berankis, primo top 100 sconfitto in carriera; esce dal torneo per mano di Karatsev, che si aggiudicherà il suo primo titolo Challenger. In aprile perde al primo turno di qualificazioni a Monte Carlo e il mese dopo fa il suo esordio nel main draw in singolare di un torneo ATP a Nizza, dopo aver superato le qualificazioni viene battuto in tre set da Guido Pella. Si qualifica anche in giugno sull'erba di 's-Hertogenbosch, al primo turno ottiene la sua prima vittoria ATP in singolare sconfiggendo Horacio Zeballos e viene eliminato da Adrian Mannarino al turno successivo. Nei primi due turni delle qualificazioni a Wimbledon batte i meglio classificati Stefan Kozlov e Vincent Millot prima di arrendersi a Marcus Willis.
A luglio si qualifica per l'ATP 500 German Open e al primo turno del main draw batte Jan-Lennard Struff, per poi essere sconfitto da Daniel Gimeno Traver. Questo risultato gli permette un balzo di 44 posizioni e il nuovo best ranking al 171º posto mondiale. Il 13 agosto gioca la sua prima finale Challenger a Portorose e viene sconfitto da Florian Mayer per 6-1, 6-2. Perde con un doppio tie-break da Peđa Krstin al primo turno di qualificazione degli US Open. L'11 settembre conquista il primo titolo Challenger battendo Joris De Loore con un doppio 6-3 nella finale del Trophee des Alpilles di Saint-Rémy-de-Provence. All'ATP di San Pietroburgo raggiunge il secondo turno e viene sconfitto dal futuro vincitore del torneo Alexander Zverev. In ottobre conquista per la prima volta i quarti di finale in un torneo ATP alla Kremlin Cup di Mosca, battendo tra gli altri il nº 28 ATP Viktor Troicki prima di arrendersi a Stéphane Robert. Nel torneo di doppio si spinge fino alla semifinale in coppia con Andrej Rublëv. Il torneo di Mosca e alcuni buoni risultati nei Challenger successivi lo portano il 14 novembre nella top 100 in singolare, fissando il nuovo best ranking alla 98ª posizione.

### 2017: prima finale ATP
L'8 gennaio raggiunge la prima finale ATP all'Aircel Chennai Open e nell'atto conclusivo viene sconfitto da Roberto Bautista Agut per 6-3, 6-4. Grazie a questo risultato compie un balzo in classifica di 34 posti raggiungendo la 65ª posizione, che migliora la settimana seguente alla 63ª. Partecipa poi per la prima volta all'Australian Open perdendo al primo turno contro Ernesto Escobedo. La settimana successiva fa il suo esordio nella squadra russa di Coppa Davis in occasione della sfida con la Serbia valida per il primo turno dell'edizione 2017, ritirandosi contro Novak Đoković sul punteggio di 6-3, 4-6, 1-6, 0-1.

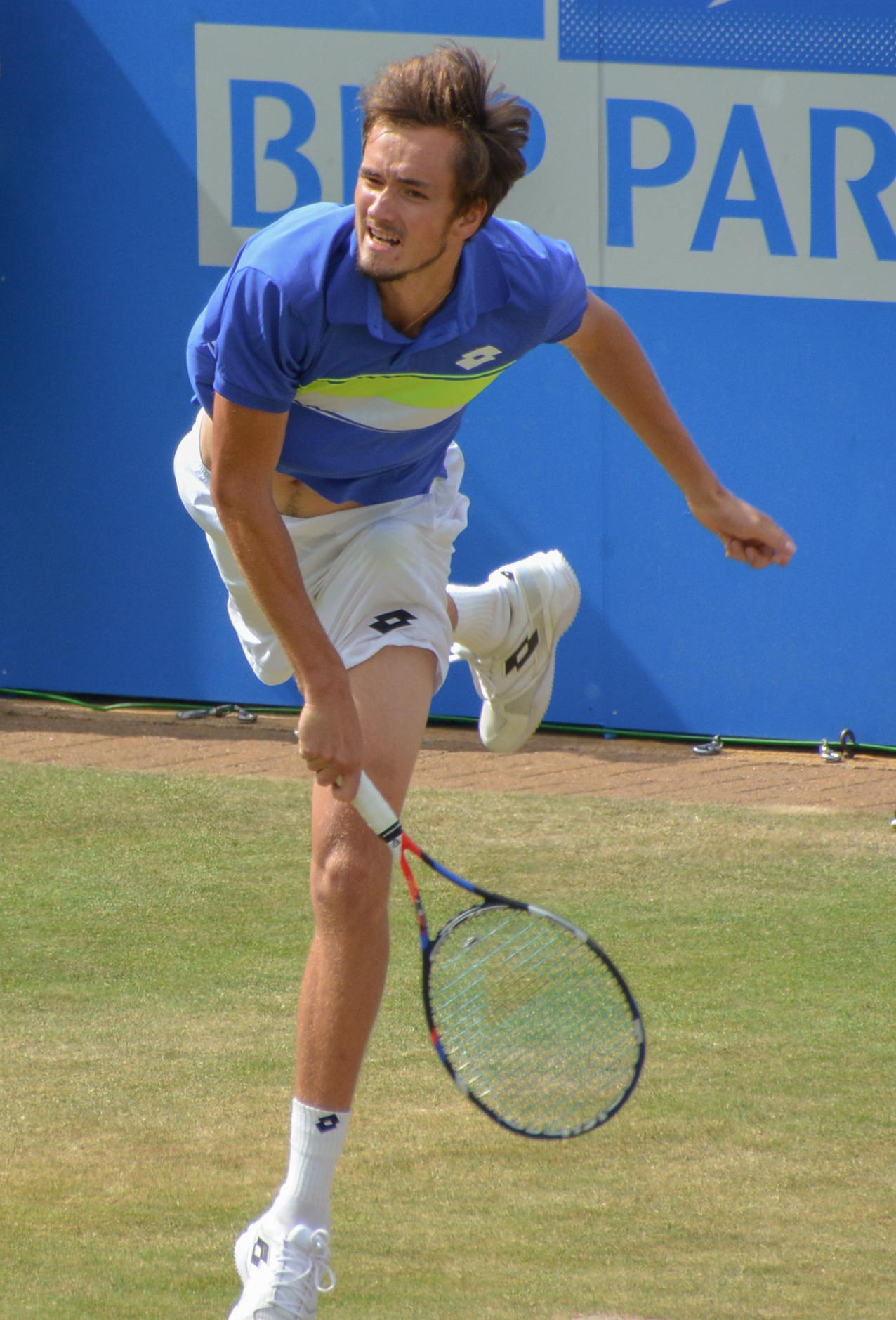
Daniil Medvedev all'Queen's Club Championships 2017

A Montpellier batte Tobias Kamke e Fernando Verdasco prima di arrendersi a Jo-Wilfried Tsonga. La settimana dopo raggiunge i quarti di finale all'Open 13 e viene sconfitto in rimonta da Lucas Pouille. Grazie a questi risultati raggiunge la 57ª posizione ATP. A Dubai, suo primo torneo 500 della stagione, batte la wildcard Alawadhi al primo turno per poi cedere a Kohlschreiber.
Sul cemento americano di Indian Wells perde il derby russo contro Michail Južnyj al primo turno. Non fa meglio al Monte Carlo Masters dove viene eliminato in due set da Feliciano López. La settimana successiva a Budapest si ritira durante il primo turno contro Laslo Đere dopo avere perso il primo set per 6-0. Salta i Masters di Madrid e Roma, torna in campo a Lione e viene sconfitto nuovamente al primo turno dalla testa di serie n° 5 Gilles Simon. A maggio partecipa al Roland Garros e si ritira al quarto set del primo turno contro la wildcard Benjamin Bonzi.
Inizia la stagione sull'erba superando le qualificazioni a 's-Hertogenbosch, vince i primi due incontri nel tabellone principale contro Robin Haase e Thanasi Kokkinakis, prima di arrendersi a Ivo Karlović nei quarti di finale. La settimana successiva al Queen's raggiunge ancora i quarti, battendo Mahut e Kokkinakis ma cede in tre set a Grigor Dimitrov. A Eastbourne batte al primo turno la testa di serie n° 5 Sam Querrey, al secondo Robin Haase e al terzo la testa di serie n° 4 Steve Johnson; in semifinale viene eliminato da Novak Đoković con un doppio 6-4. A fine torneo entra per la prima volta tra i primi cinquanta giocatori del mondo, alla 49ª posizione. Al primo turno di Wimbledon vince il suo primo incontro in uno Slam e ottiene il primo successo su un top 10 battendo a sorpresa il nº 3 del mondo Stan Wawrinka con il punteggio di 6-4, 3-6, 6-4, 6-1, e al turno successivo viene sconfitto in 5 set dal nº 124 ATP Ruben Bemelmans.
Apre la stagione sul cemento americano raggiungendo i quarti a Washington con le vittorie su Opelka, Johnson e sul nº 11 ATP Dimitrov prima di arrendersi a Alexander Zverev. Viene poi eliminato al primo incontro nei Masters 1000 di Montreal da Adrian Mannarino e di Cincinnati da Fabio Fognini, a Winston-Salem da Kyle Edmund e allo US Open da Denis Shapovalov. Viene quindi schierato in doppio con Konstantin Kravčuk nella sfida di Coppa Davis persa 3-1 a Budapest contro l'Ungheria valida per i play-off, perde l'incontro in tre set e la Russia retrocede nel Gruppo 1. Il periodo negativo continua con le nuove eliminazioni al primo turno nei tornei di San Pietroburgo, Tokyo e allo Shanghai Masters. A Mosca torna a vincere un incontro in singolare dopo 8 sconfitte consecutive battendo in tre set Andrej Kuznecov, nel secondo turno concede solo 6 giochi al nº 11 ATP Pablo Carreño Busta e nei quarti viene battuto in tre set dal qualificato Mirza Bašić.
Dopo l'eliminazione al primo turno al Paris Masters, l'ultimo impegno del 2017 sono le Next Generation ATP Finals di Milano, alle quali prende parte come testa di serie nº 7; supera il girone iniziale battendo Karen Chačanov e Jared Donaldson ma perde in cinque set la semifinale contro Chung Hyeon, che vincerà il torneo. Chiude l'annata al 65º posto della classifica ATP. Durante la stagione aveva cambiato coach affidandosi alle cure di Gilles Cervara, con il quale si allenava saltuariamente dal 2014.

### 2018: tre titoli ATP e top 20

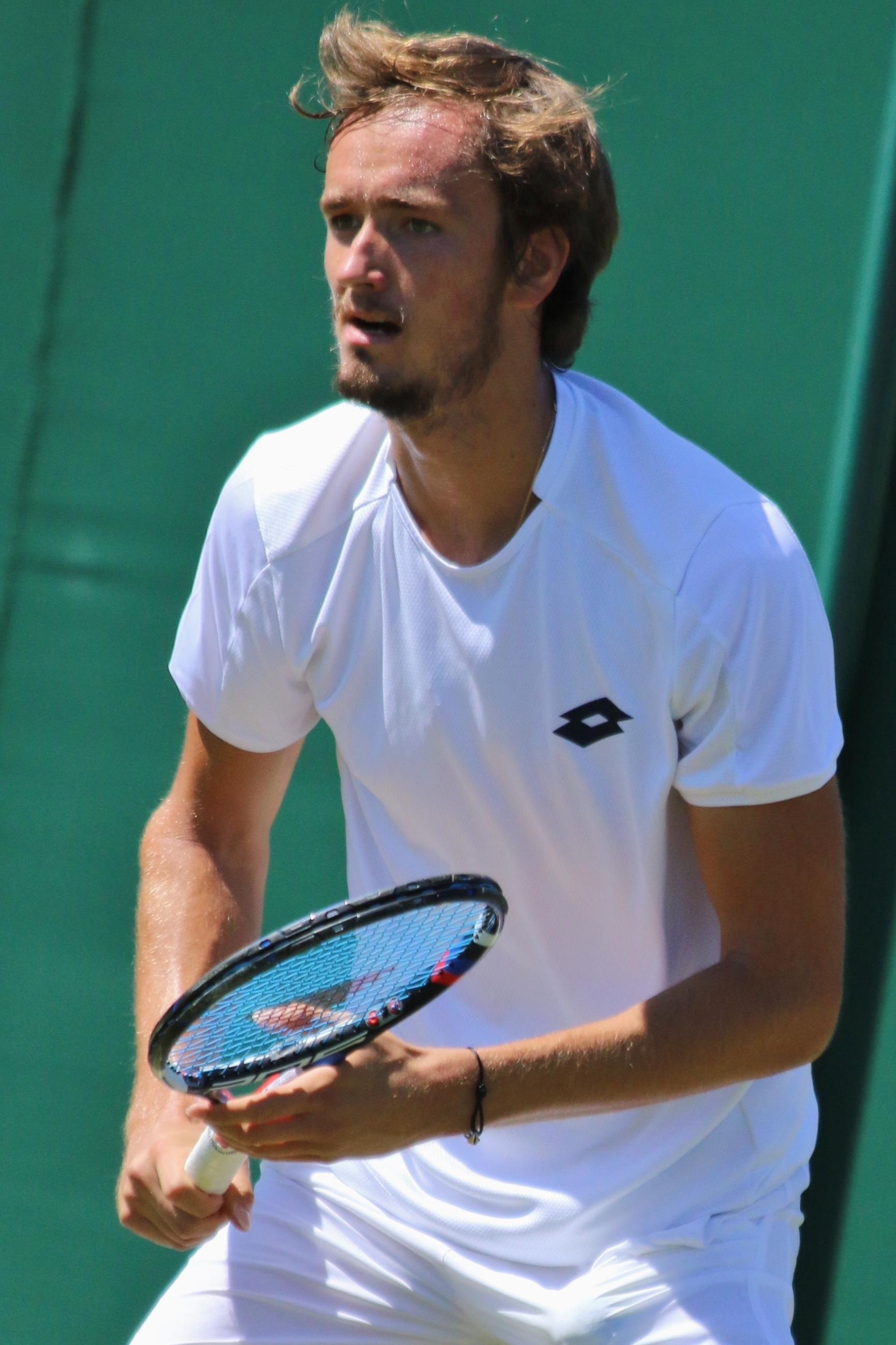
Daniil Medvedev a Wimbledon 2018

Al debutto stagionale esce al primo turno nel Challenger australiano di Playford e si riscatta al torneo di Sydney, dove vince il suo primo titolo ATP. Nel cammino per la finale elimina tra gli altri i top 30 Kohlschreiber e Fognini, e trionfa nella sfida decisiva sconfiggendo Alex de Minaur con il punteggio di 1-6, 6-4, 7-5. Agli Australian Open si ferma al secondo turno, sconfitto nuovamente da Chung Hyeon. Ai quarti di Rotterdam cede in tre set a Andreas Seppi, mentre nei Masters statunitensi si ferma al terzo turno a Indian Wells e al secondo a Miami. In aprile, la sua prima vittoria in un incontro di Coppa Davis non è sufficiente ai russi per passare il turno contro l'Austria, che si impone a Mosca per 3-1. La stagione sulla terra rossa lo vede passare il primo turno solo a Monte Carlo e al Roland Garros esce nuovamente all'esordio per mano di Lucas Pouille. Non supera il secondo turno neanche nei tre tornei sull'erba in preparazione di Wimbledon, ma nello Slam londinese si spinge per la prima volta al terzo turno eliminando Borna Ćorić e Guillermo García López, prima di piegarsi ad Adrian Mannarino.
Nel Masters 1000 di Toronto giunge agli ottavi di finale sconfiggendo Jack Sock e la wild-card Félix Auger-Aliassime, per poi cedere al n° 3 del mondo Alexander Zverev. A Cincinnati entra in tabellone superando le qualificazioni e viene sconfitto al primo turno da Borna Coric. Conquista il secondo titolo ATP imponendosi nel 250 di Winston-Salem, grazie al successo in finale su Steve Johnson per 6-4, 6-4. La settimana successiva vince il suo primo incontro in carriera agli US Open battendo al primo turno Evgeny Donskoy; nel secondo elimina a sorpresa il nº 15 ATP Stefanos Tsitsipas e a estrometterlo dal torneo al terzo turno è Borna Ćorić.
In settembre partecipa alla sfida di Davis contro la Bielorussia, perde il primo incontro da Il'ja Ivaška e nel match decisivo della terza giornata la spunta in tre set su Jahor Herasimaŭ, garantendo alla Russia la permanenza nel gruppo 1. Raggiunge per la prima volta i quarti a San Pietroburgo e viene battuto in tre set da Dominic Thiem che si aggiudicherà il titolo. Il mese di ottobre lo vede alzare il terzo trofeo in stagione, il primo di categoria ATP 500, nel torneo di Tokyo, dove trionfa in finale sull'idolo di casa e nº 12 del mondo Kei Nishikori, al quale concede solo 6 giochi. Allo Shanghai Masters perde al secondo turno il suo primo confronto con il nº 2 del mondo Roger Federer. La semifinale raggiunta a Mosca, persa in tre set da Karen Chačanov, lo proietta per la prima volta tra i primi venti giocatori della classifica mondiale. Arriva in semifinale anche a Basilea e viene eliminato ancora da Federer, chiude la stagione con il secondo turno al Paris Masters che lo porta al 16º posto del ranking ATP.

### 2019: 4 titoli ATP tra cui due Masters 1000, finale US Open e top 5
Comincia la stagione dal torneo di Brisbane, dove viene sconfitto in finale da Kei Nishikori, che vendica la sconfitta subita a Tokyo. Agli Australian Open raggiunge per la prima volta gli ottavi di finale, senza perdere un set, sconfiggendo nell'ordine Lloyd Harris, Ryan Harrison, e David Goffin, e viene eliminato in 4 set dal n° 1 del mondo Novak Đoković. In Coppa Davis conquista il primo punto per la Russia contro la Svizzera, battendo al terzo set Henri Laaksonen.
Al torneo di Sofia è accreditato della testa di serie n° 3, supera prima Robin Haase, nei quarti di finale ha la meglio su Martin Kližan e in semifinale batte Gaël Monfils, raggiungendo così la seconda finale stagionale. Il 10 febbraio vince il suo quarto titolo ATP, superando in finale Márton Fucsovics con il punteggio di 6-4, 6-3.
A Rotterdam raggiunge la semifinale e viene sconfitto dal futuro campione Monfils. Eliminato all'esordio a Dubai da Ričardas Berankis, a Indian Wells esce a sorpresa al terzo turno contro il serbo Filip Krajinović e a Miami viene sconfitto negli ottavi da Roger Federer, che si aggiudicherà il titolo. A fine torneo Medvedev porta il best ranking alla 14ª posizione.

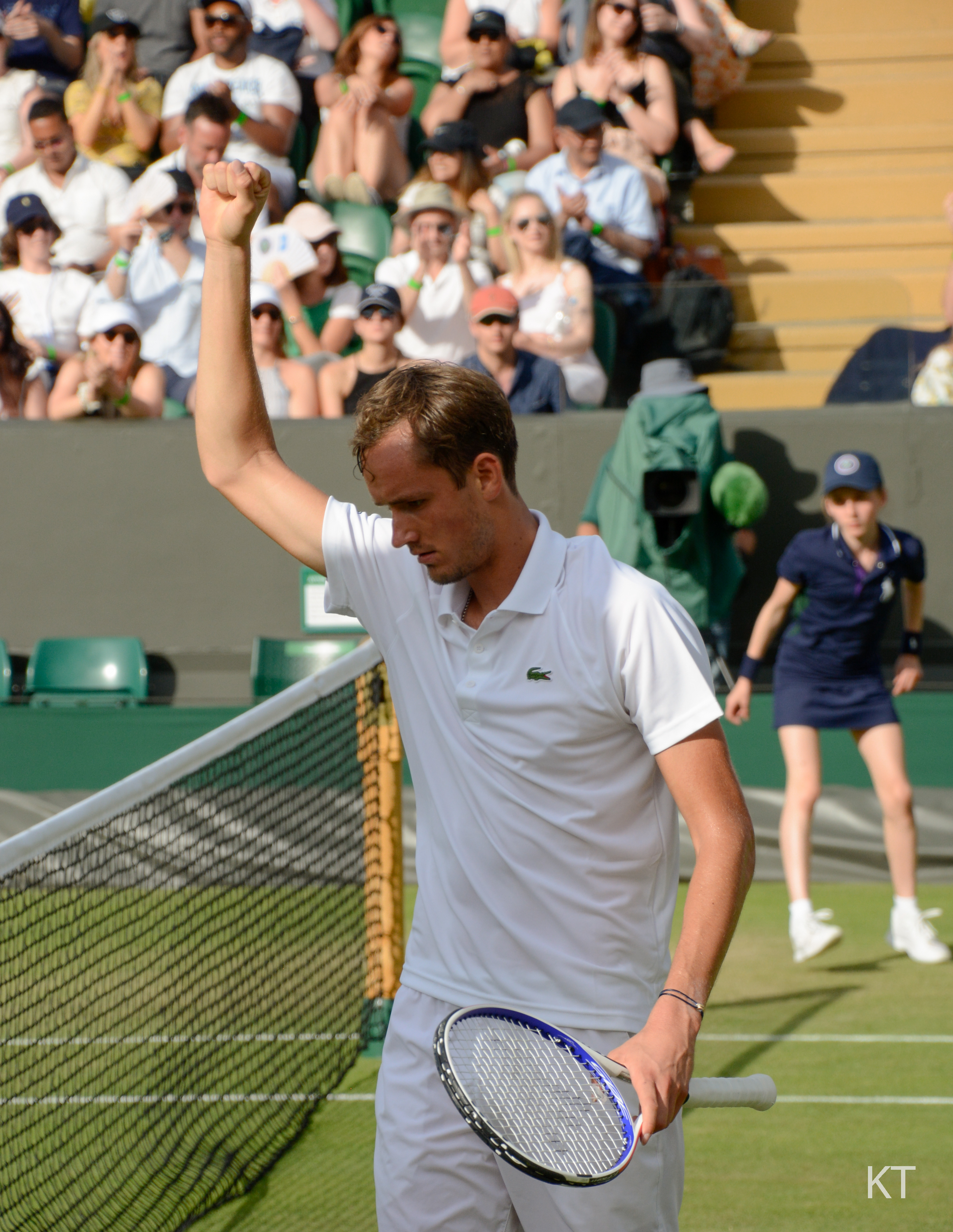
Daniil Medvedev a Wimbledon 2019

Inizia la stagione sulla terra a Montecarlo; al primo turno lascia solamente due game a João Sousa, al secondo tre a Radu Albot. Al terzo turno sconfigge Stefanos Tsitsipas per la quarta volta su quattro incontri, raggiungendo così per la prima volta i quarti di finale in un Masters. Accede alla semifinale battendo il n° 1 del mondo Novak Đoković per 4-6, 6-3, 6-2, e viene sconfitto da Dušan Lajović. La settimana successiva torna in campo a Barcellona ed elimina nell'ordine Albert Ramos Viñolas, Mackenzie McDonald e nei quarti Nicolás Jarry. In semifinale batte Kei Nishikori per 6-4, 3-6, 7-5, raggiungendo la sua prima finale ATP su terra rossa, dove viene sconfitto per 6-4, 6-0 da Dominic Thiem. Dopo quattro sconfitte consecutive al primo turno a Madrid, Roma, al Roland Garros e a Stoccarda, raggiunge la semifinale al Queen's e il terzo turno a Wimbledon, confermando il risultato dell'anno precedente. Il 15 luglio debutta nella top 10 ATP alla 10ª posizione e la settimana successiva sale alla 9ª.
Inizia la stagione sul cemento americano a Washington e raggiunge la finale, non perde alcun set battendo tra gli altri l'ex top 10 Marin Čilić. Nell'atto conclusivo viene sconfitto da Nick Kyrgios con un doppio tie-break. La settimana seguente, a Montréal, raggiunge la sua prima finale in un torneo Masters 1000. Dopo un bye al primo turno, sconfigge senza perdere alcun set Kyle Edmund, Cristian Garín e nei quarti il n° 4 del mondo Dominic Thiem. In semifinale batte il connazionale Karen Khachanov in due set e perde la seconda finale ATP consecutiva, questa volta contro Rafael Nadal, per 6-3, 6-0. Al termine del torneo raggiunge la posizione n° 8 della classifica.
Al Masters 1000 di Cincinnati giunge in semifinale senza perdere alcun set eliminando nell'ordine Kyle Edmund, Benoît Paire, Jan-Lennard Struff e Andrey Rublev. In semifinale sconfigge in rimonta, per la seconda volta in stagione, il n° 1 del mondo e campione uscente Novak Đoković, raggiungendo la terza finale ATP consecutiva. Nell'atto conclusivo trionfa in due set su David Goffin aggiudicandosi il quinto titolo ATP in carriera, il primo in un Masters 1000. Grazie a questo successo sale al quinto posto della classifica mondiale. Alla sua terza partecipazione agli US Open, supera al primo turno in tre set Prajnesh Gunneswaran. Giunge in semifinale sconfiggendo nell'ordine, sempre in quattro set, Hugo Dellien, Feliciano López, Dominik Koepfer (match nel quale battibecca spesso con il pubblico) e Stan Wawrinka. Nel penultimo atto si impone in tre partite su Grigor Dimitrov raggiungendo per la prima volta la finale in una prova del Grande Slam. Nell'atto conclusivo viene sconfitto, dopo 12 incontri vinti consecutivamente, dal n° 2 del mondo Rafael Nadal in cinque set al termine di una finale epica. Il 9 settembre sale al quarto posto nella classifica mondiale.
Torna in campo a San Pietroburgo, e raggiunge la sua quinta finale consecutiva, dopo avere superato Evgenij Donskoj, Andrey Rublev e Egor Gerasimov, nell'atto conclusivo si impone su Borna Ćorić in due set, conquistando il suo sesto titolo in carriera. Dopo due settimane di riposo torna a giocare a Shanghai, raggiunge l'ennesima finale del 2019 e sconfigge Alexander Zverev con il punteggio di 6-4, 6-1. Conquista quindi il suo secondo Masters 1000 consecutivo, e scavalca Roger Federer nella Race. Al Masters di Parigi viene sconfitto all'esordio da Jérémy Chardy in tre set. Nella prima giornata delle ATP Finals viene sconfitto da Tsitsipas con il punteggio di 7–6(4), 6–4. Nel secondo incontro perde al tie-break del set decisivo da Nadal, nonostante il vantaggio di 5–1 nel terzo set e un match point a favore. Chiude il girone perdendo anche contro Zverev.

### 2020: 2 titoli ATP: vittoria alle ATP Finals

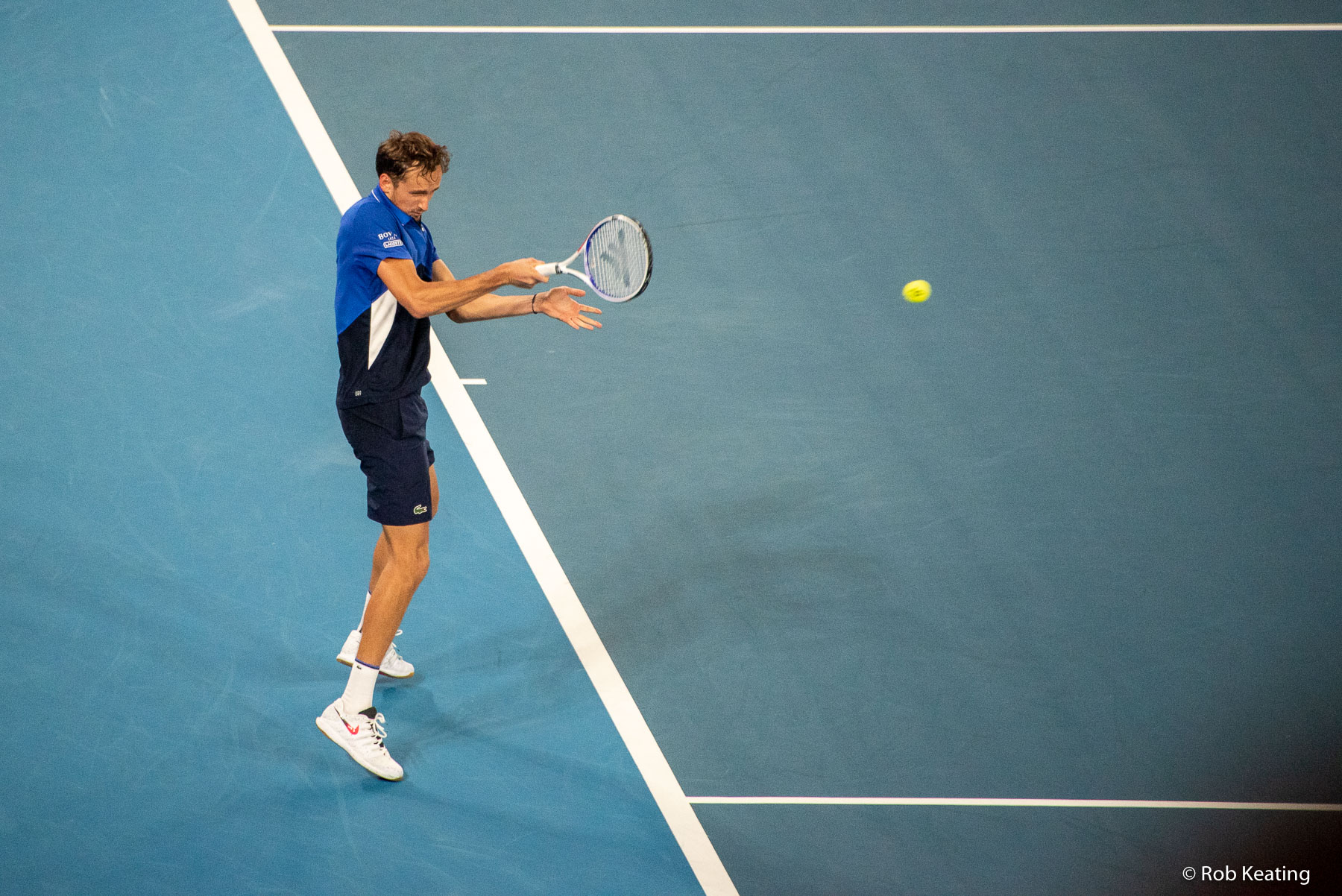
Daniil Medvedev agli Australian Open 2020

Comincia la stagione raggiungendo con la Russia la semifinale all'ATP Cup 2020; vince i primi 4 singolari contro Fabio Fognini, John Isner, Casper Ruud e Diego Schwartzman, mentre in doppio, insieme a Karen Chačanov supera gli italiani Simone Bolelli e Paolo Lorenzi e perde dagli statunitensi Austin Krajicek e Rajeev Ram. In semifinale viene sconfitto in 3 set da Novak Đoković; la Serbia vince la sfida per 3-0 e si aggiudicherà il titolo sconfiggendo la Spagna di Nadal. Agli Australian Open batte in successione Frances Tiafoe, Pedro Martínez e Alexei Popyrin, perdendo un solo set contro Tiafoe; esce al quarto turno come l'anno precedente, cedendo al quinto set a Stan Wawrinka. Viene sconfitto al primo turno a Rotterdam da Vasek Pospisil e nei quarti a Marsiglia da Gilles Simon, dopo avere eliminato in rimonta Jannik Sinner. È il suo ultimo torneo di inizio stagione e ha inizio la pausa fino ad agosto del tennis mondiale per fronteggiare la pandemia di COVID-19.
Torna a giocare una partita ufficiale al Western & Southern Open con la terza testa di serie, gode di un bye al primo turno e sconfigge in due set Marcos Giron e Aljaž Bedene; esce di scena ai quarti per mano di Roberto Bautista Agut, che vince in rimonta. Agli US Open, sempre accreditato della terza testa di serie, raggiunge la semifinale senza perdere un set, battendo in successione Federico Delbonis, Christopher O'Connell, Jeffrey John Wolf, Frances Tiafoe e Andrej Rublëv nei quarti. Viene sconfitto dal futuro campione Dominic Thiem ma non perde i punti conquistati con la finale dell'edizione precedente per effetto della congelazione del ranking da parte dell'ATP al fine di aiutare i tennisti durante il travagliato periodo dovuto alla pandemia.
Al ritorno in Europa viene eliminato all'esordio sia al torneo di Amburgo, dove viene sconfitto da Ugo Humbert, che al Roland Garros, nel quale cede al quarto set a Márton Fucsovics. Torna al successo al primo turno di San Pietroburgo sconfiggendo Richard Gasquet, prima di essere eliminato da Reilly Opelka. A Vienna supera Jason Jung e Vasek Pospisil e viene sconfitto nei quarti da Kevin Anderson. Si riscatta al Masters di Parigi, dove passa il primo turno grazie al ritiro di Anderson sul 6-6 del primo parziale, sconfigge quindi in rimonta Alex de Minaur e supera in due set Diego Schwartzman e Milos Raonic. In finale ha la meglio su Alexander Zverev con il punteggio di 5-7 6-4 6-1. A fine torneo ritorna alla quarta posizione del ranking scalzando Roger Federer.
Alle ATP Finals si assicura il primo posto nel girone e l'accesso alla semifinale con le vittorie in due set su Zverev e sul numero uno del mondo Đoković; nell'ultimo incontro del round-robin sconfigge inoltre Schwartzman. In semifinale batte per la prima volta in carriera Nadal con il punteggio di 3-6, 7-6, 6-3 e raggiunge la sua prima finale al Masters di fine anno. Conclude la stagione aggiudicandosi il nono titolo della carriera battendo Dominic Thiem per 4-6, 7–6(2), 6-4; finisce il torneo da imbattuto e diventa il quarto tennista dell'Era Open (dopo Becker, Djokovic e Nalbandian) ad avere sconfitto i primi tre del ranking mondiale nello stesso torneo.

### 2021: 4 titoli ATP: primo titolo Slam e nº 2 del ranking
Rappresenta la Russia con Andrej Rublëv, Aslan Karacev ed Evgenij Donskoj all'ATP Cup, si aggiudica tutti match disputati contro Schwartzman, Nishikori, Zverev e, in finale, Berrettini, contribuendo al primo successo russo nel torneo. Al terzo turno dei successivi Australian Open perde i primi set del torneo contro Filip Krajinović e si impone al quinto. Sconfigge quindi in 3 set Mackenzie McDonald, Rublëv e Stefanos Tsitsipas in semifinale, diventando il terzo tennista russo dopo Evgenij Kafel'nikov e Marat Safin ad accedere alla finale dello Slam australiano. Nell'incontro per il titolo viene sconfitto dal nº 1 del mondo Novak Đoković con il punteggio di 5-7, 2-6, 2-6, e grazie a questi risultati sale per la prima volta al terzo posto del ranking. Eliminato a sorpresa all'esordio a Rotterdam da Dušan Lajović, la settimana successiva supera in tre set Pierre-Hugues Herbert in finale a Marsiglia e si aggiudica il 10º titolo ATP in carriera, che gli consente di diventare per la prima volta il nº 2 del mondo. Diviene così il primo tennista a occupare la top-2 del ranking al di fuori dei Big 4 Federer, Nadal, Đoković e Murray dal 25 luglio 2005, quando Nadal aveva tolto il secondo posto a Lleyton Hewitt. Al terzo turno del Miami Open impiega tre set per battere Alexei Popyrin e dopo aver sconfitto Frances Tiafoe viene superato nei quarti di finale da Roberto Bautista Agut.
Nei giorni successivi viene trovato positivo al test del COVID-19, rientra ai primi di maggio a Madrid e viene sconfitto al secondo incontro da Cristian Garín. Eliminato all'esordio al Masters 1000 di Roma, vince il primo incontro in carriera al Roland Garros con il successo su Aleksandr Bublik, elimina quindi Tommy Paul, Reilly Opelka e Cristian Garín e nei quarti di finale viene sconfitto in tre set da Stefanos Tsitsipas. Inizia la stagione sull'erba con la sconfitta all'esordio ad Halle e si riscatta con la conquista del titolo ai Mallorca Championships battendo in finale Sam Querrey in due set. Al terzo turno di Wimbledon si impone su Marin Čilić dopo aver perso i primi due parziali, e al turno successivo viene eliminato da Hubert Hurkacz in un altro match al limite dei cinque set. Fa il suo esordio olimpico ai Giochi di Tokyo e viene sconfitto nei quarti di finale da Pablo Carreño Busta, mentre in doppio viene eliminato al primo turno in coppia con Aslan Karacev.
Il 15 agosto 2021 vince il Masters di Toronto battendo in finale Reilly Opelka con il punteggio di 6-4, 6-3 aggiudicandosi così il quarto titolo ATP 1000 in carriera. Agli US Open sconfigge nell'ordine Gasquet, Koepfer, Andujar, Evans, van de Zandshulp, contro il quale perde l'unico set di tutto il torneo, e in semifinale Auger-Aliassime. In finale trova il nº 1 del mondo Novak Đoković, in piena corsa per completare il Grande Slam dopo aver trionfato nei precedenti tre Major stagionali. Medvedev vince il suo primo titolo Slam imponendosi per 6-4, 6-4, 6-4 e si conferma il nº 2 della classifica mondiale. Eliminato negli ottavi a Indian Wells da Grigor Dimitrov, al Paris Masters non conferma il titolo vinto nel 2020, sconfitto in finale da Đoković in tre set. Alle ATP Finals di Torino vince il primo match del girone in rimonta contro Hubert Hurkacz, nel secondo incontro ha la meglio sul n° 3 del mondo Alexander Zverev al tie-break del set decisivo e si garantisce l'accesso in semifinale. Vince al tie-break del terzo set anche l'ininfluente match contro Jannik Sinner, al quale annulla due match-point. In semifinale concede 6 giochi a Casper Ruud e nell'incontro che assegna il titolo ritrova Zverev, contro il quale aveva vinto i 5 precedenti incontri, e questa volta viene sconfitto per 4-6, 4-6.

### 2022: 2 titoli ATP, finale agli Australian Open e nº 1 al mondo, calo di risultati
All'esordio stagionale nel 2022 vince 5 dei 6 incontri disputati tra singolare e doppio nel girone dell'ATP Cup e, nonostante l'assenza di Rublëv, la Russia accede alla semifinale contro il Canada. Medvedev si impone anche nel confronto con Auger-Aliassime, ma perde il decisivo doppio assieme a Safiullin e in finale va il Canada, che vincerà il torneo. Raggiunge la seconda finale consecutiva agli Australian Open con i successi su Laaksonen, Kyrgios, van de Zandschulp, Cressy, Auger-Aliassime e in semifinale su Tsitsipas; nell'ultimo atto viene sconfitto con il punteggio di 2-6, 6-7, 6-4, 6-4, 7-5 da Nadal, che si aggiudica il ventunesimo Slam in carriera. A fine febbraio viene nuovamente battuto dallo spagnolo nella semifinale di Acapulco, ma nonostante la sconfitta a fine torneo diventa il nuovo nº 1 della classifica mondiale al posto di Novak Đoković, il cui primato durava da 122 settimane consecutive. È il secondo tennista, dopo Andy Murray nel 2016, a raggiungere la vetta del ranking dopo che i Big Three avevano occupato ininterrottamente la prima posizione dal febbraio 2004, nonché il terzo russo a riuscire nell'impresa dopo Evgenij Kafel'nikov e Marat Safin. In marzo viene sconfitto al terzo turno dell'Indian Wells Masters da Monfils e restituisce il primato nel ranking al serbo, mentre al Miami Open esce nei quarti per mano di Hubert Hurkacz.
Ad aprile si sottopone a un intervento chirurgico per rimuovere un'ernia ed è costretto a saltare buona parte della stagione europea su terra battuta. Quello stesso mese, l'All England Club annuncia l'esclusione dal torneo di Wimbledon di tutti i tennisti russi e bielorussi a causa dell'invasione russa dell'Ucraina. Torna in campo in maggio a Ginevra e viene subito eliminato da Richard Gasquet. Al Roland Garros, dopo i successi su Bagnis, Laslo Đere e Kecmanović, perde negli ottavi di finale contro Marin Čilić in tre set. Sull'erba di 's-Hertogenbosch raggiunge la finale e viene clamorosamente battuto dal nº 205 del mondo Van Rijthoven con il punteggio di 6-4, 6-1. Ciononostante, il 13 giugno sorpassa nuovamente Djokovic in vetta alla classifica mondiale. Raggiunge la finale anche al successivo ATP 500 di Halle senza perdere alcun set e nell'incontro decisivo viene sconfitto da Hubert Hurkacz, che gli concede solo 5 giochi. Costretto a rinunciare a Wimbledon, mantiene il comando della classifica mondiale anche per la decisione dell'ATP di non assegnare punti del ranking come forma di protesta contro gli organizzatori che hanno escluso dal torneo i giocatori russi e bielorussi.
All'esordio nel tour estivo sul cemento americano si aggiudica il titolo a Los Cabos, non cede alcun set in tutto il torneo e in finale ha la meglio sul nº 12 ATP Cameron Norrie. Sconfitto in rimonta da Nick Kyrgios al turno di esordio nel Masters di Montréal, cede in semifinale a Stefanos Tsitsipas a Cincinnati dopo le nette vittorie su van de Zandschulp, Shapovalov e Fritz. Domina i primi tre incontri disputati agli US Open e al quarto turno viene nuovamente eliminato da Kyrgios, perde così la maggior parte dei punti guadagnati con il trionfo nell'edizione precedente e scende al 4º posto del ranking, lasciando la vetta al vincitore del torneo Carlos Alcaraz. Eliminato al primo turno a Metz da Wawrinka, è costretto al ritiro all'ATP 500 di Nur-Sultan durante la semifinale con Novak Đoković per un infortunio alla gamba.
A ottobre si aggiudica il torneo di Vienna sconfiggendo in finale Denis Shapovalov, vincendo così il suo secondo titolo dell'anno e il secondo titolo ATP Tour 500 in carriera. Conclude l'anno con le sconfitte al primo turno al Paris Masters e nei tre incontri del girone alle ATP Finals e scende alla 7ª posizione mondiale.

### 2023: 5 titoli ATP, finale a Indian Wells, vittoria a Miami e a Roma, semifinale a Wimbledon, finale agli Us Open
Inizia la stagione con la sconfitta in semifinale all'Adelaide 1 contro Novak Đoković, mentre esce di scena al terzo turno agli Australian Open per mano di Sebastian Korda con lo score di 6-7 3-6 6-7 e a fine torneo esce dalla top 10. A Rotterdam arriva in finale perdendo solo un parziale, si aggiudica il titolo sconfiggendo Jannik Sinner in tre set e rientra nella top 10. La settimana successiva vince il torneo di Doha battendo in finale Andy Murray in due set. All'ATP 500 di Dubai vince il terzo torneo consecutivo, elimina in semifinale il nº 1 del mondo Djokovic e in finale ha la meglio su Andrej Rublëv con il punteggio di 6-2, 6-2. Raggiunge la quarta finale consecutiva al Masters 1000 di Indian Wells, sconfiggendo tra gli altri Alexander Zverev e in semifinale Frances Tiafoe. La sua striscia vincente di 19 successi viene fermata da Carlos Alcaraz, che all'atto conclusivo gli concede solo 5 giochi e si riprende la 1ª posizione mondiale, mentre Medvedev sale alla 5ª. Il momento positivo continua a Miami, dove perde il primo set del torneo in semifinale contro Karen Chačanov, si impone al terzo set e in finale sconfigge per la sesta volta su sei incontri Jannik Sinner, con il punteggio di 7-5, 6-3. Con questo risultato risale al 4º posto del ranking e al 1º della race.
Torna a giocare il Masters 1000 di Monte Carlo dopo 4 anni, supera Lorenzo Sonego e Alexander Zverev – al quale annulla due match point – e viene eliminato nei quarti di finale dalla testa di serie nº 6 Holger Rune, risultato con cui risale al 3º posto mondiale. Per la prima volta raggiunge il quarto turno a Madrid e viene sconfitto dal qualificato Aslan Karacev. Agli Internazionali d'Italia arriva in finale concedendo in tutto il torneo un solo set a Zapata Miralles e sconfigge nell'atto conclusivo Holger Rune per 7-5, 7-5. Si tratta del primo titolo sulla terra e del ventesimo ATP, tutti in tornei diversi. Torna al nº 2 del mondo e 1° nella race. Al Roland Garros è considerato uno dei favoriti, ma esce clamorosamente al primo turno contro il nº 172 del mondo Thiago Seyboth Wild.
La stagione sull'erba inizia con l'eliminazione al turno di esordio a 's-Hertogenbosch, sconfitto da Adrian Mannarino, mentre all'ATP 500 di Halle arriva fino ai quarti e viene eliminato da Roberto Bautista Agut. Raggiunge per la prima volta la semifinale a Wimbledon, dove al secondo turno si prende la rivincita su Mannarino, e con i successi su Márton Fucsovics e Jiří Lehečka accede per la prima volta ai quarti. Supera in rimonta al quinto set la rivelazione del torneo Christopher Eubanks e in semifinale viene sconfitto nettamente da Carlos Alcaraz.
Inizia la trasferta nordamericana uscendo nei quarti a Toronto per mano di Alex de Minaur dopo aver eliminato Matteo Arnaldi e Lorenzo Musetti. Supera di nuovo l'italiano a Cincinnati e viene sconfitto al terzo turno da Zverev. Agli US Open raggiunge la sua terza finale in cinque anni, superando in semifinale il numero 1 del mondo Alcaraz: tuttavia si arrende a Djokovič in tre set. Ad ottobre arriva in finale al 500 di Pechino dove incrocia per la settima volta in carriera Jannik Sinner, contro cui si era sempre imposto, e dal quale viene battuto (7-6, 7-6). Ritrova lo stesso avversario in finale anche al successivo 500 di Vienna, ed esce nuovamente sconfitto, stavolta in tre set. Esce quasi subito al Paris Masters contro Grigor Dimitrov. Approda alle ATP Finals 2023 come testa di serie n°3 e viene inserito nel gruppo rosso insieme ad Alcaraz, Zverev e Rublev. Con la vittoria contro Zverev si assicura le semifinali, dove Sinner lo supera per la terza volta consecutiva. Conclude l'anno alla posizione n°3.

### 2024: 3° finale agli Australian Open
Daniil inizia l'anno direttamente agli Australian Open, torneo nel corso del quale rischia più volte l'eliminazione: già al secondo turno perde i primi due set contro il finlandese Emil Ruusuvuori, per poi rimontare e imporsi con il punteggio di 3-6, 6-7, 6-4, 7-6, 6-0. Dopo la vittoria al quinto set contro Hubert Hurkacz nei quarti di finale, in semifinale affronta Alexander Zverev: il tedesco conquista i primi due set, ma Medvedev rimonta con un doppio 7-6 nel terzo e nel quarto set per poi imporsi 6-3 al quinto, chiudendo l'incontro dopo 4 ore e 19 minuti di gioco. Perde, in seguito la finale contro l'italiano Jannik Sinner, uscendo sconfitto al quinto set (6-3, 6-3, 4-6, 4-6, 3-6) e mancando per la terza volta la conquista del titolo di Melbourne.
Partecipa all'ATP 500 di Dubai e raggiunge le semifinali, dove viene eliminato da Ugo Humbert.
Nel primo Masters 1000 stagionale, ad Indian Wells, il russo conferma la finale dell'anno precedente eliminando Grigor Dimitrov agli ottavi, Holger Rune ai quarti e Tommy Paul in semifinale. Ancora una volta, nell'ultimo atto viene battuto da Carlos Alcaraz. Nel Masters 1000 di Miami arriva in semifinale senza perdere set e subisce la quinta sconfitta consecutiva contro il futuro vincitore Jannik Sinner.
Non gioca una grande stagione sulla terra battuta. Esce al secondo turno del torneo di Monte Carlo per mano del connazionale Karen Khachanov, vittima di alcune chiamate arbitrali non corrette a suo sfavore. A Madrid è costretto ad arrendersi ai quarti per un infortunio contro Jiří Lehečka. Agli Internazionali d'Italia, dopo aver sconfitto Jack Draper al primo turno e Hamad Medjedovic al secondo in tre set, gioca la peggior partita dell'anno e una delle peggiori della sua carriera contro Tommy Paul, al quale si arrende per 6-1, 6-4. A fine torneo cede il quarto posto del ranking ATP e il terzo della race a Zverev.
Prende parte al Roland Garros, dove però continua a non entusiasmare, venendo estromesso agli ottavi da Alex de Minaur.
Partecipa a Wimbledon, sconfiggendo ai quarti di finale il numero uno in carica Jannik Sinner, e venendo sconfitto in semifinale dal futuro vincitore del torneo Carlos Alcaraz.
Prende parte ai Giochi olimpici 2024, dove venne sconfitto agli ottavi di finale da Félix Auger-Aliassime.

### 2025: calo di risultati e uscita dalla top 10
Non gioca tornei preparatori all'Australian Open 2025, dove esce a sorpresa al secondo turno per mano del promettente Learner Tien in cinque set. Delude anche al Rotterdam Open 2025, sconfitto agli ottavi dalla sopresa del torneo Mattia Bellucci al terzo set. Raggiunge la semifinale al successivo Open 13 Provence 2025, dove cede ad Hamad Međedović per 2-6 3-6. Sia al Qatar Open 2025 che ai Dubai Tennis Championships 2025 perde ai quarti di finale. Torna a mettersi in luce all'Indian Wells Open 2025, raggiungendo la semifinale, dove cede a Holger Rune in due set. Tuttavia al Miami Open 2025 dopo il bye viene sconfitto al secondo turno da Jaume Munar. Inzia la stagione su terra al Monte Carlo Masters 2025, dove raggiunge gli ottavi e raccoglie solo quattro game contro Alex de Minaur. Al Madrid Open 2025 raggiunge i quarti di finale, e viene sconfitto dal futuro vincitore del torneo Casper Ruud in due set. Agli Internazionali d'Italia 2025 non supera gli ottavi, dove cede al top 10 e padrone di casa Lorenzo Musetti. Nel secondo slam stagionale, l'Open di Francia 2025, viene sconfitto al primo turno da Cameron Norrie al quinto set, dopo aver recuperato uno svantaggio di due parziali. All'esordio stagionale sull'erba del Rosmalen Open 2025, si ferma ai quarti di finale contro Reilly Opelka in due set dopo aver sconfitto Adrian Mannarino. All'Halle Open 2025 raggiunge grazie alla vittoria su Alexander Zverev la sua prima finale ATP dall' Indian Wells Open 2024, e viene sconfitto da Aleksandr Bublik in due set. Rimedia un'altra sconfitta al primo turno in uno slam al Torneo di Wimbledon 2025, battuto da Benjamin Bonzi in quattro set. Al termine dello slam londinese scende alla 14° posizione del Ranking ATP. Ritorna in campo sul cemento americano del Washington Open 2025 e cede a Corentin Moutet ai quarti di finale dopo aver vinto il primo set.

## Caratteristiche tecniche e stile di gioco
Alto 198 centimetri, è un giocatore che predilige il gioco da fondocampo con scambi lunghi, effettuati con colpi piatti molto profondi, con i quali attacca occasionalmente eventuali palle corte dell'avversario. Il suo colpo migliore è il rovescio, effettuato con grande profondità, velocità e precisione, con il quale effettua spesso precisi lungolinea vincenti.
Nonostante la sua altezza, possiede un'elevata rapidità di movimento, in particolar modo laterale, e una resistenza sopra la media, caratteristiche che gli consentono di eccellere nel gioco da fondocampo. Dispone di un ottimo gioco difensivo, agevolato dall'altezza e dalla velocità dei suoi movimenti. Questi attributi gli consentono di neutralizzare il gioco aggressivo e i colpi potenti degli avversari, colpendo con efficacia da posizioni difficili. Il dritto ha un movimento non molto composto, ma lo esegue con potenza e precisione.
Ha un ottimo servizio, con prime piatte che possono superare i 210 km/h. Come seconda preferisce usare lo slice o kick, in modo da generare traiettorie precise e difficilmente attaccabili, ma talvolta è capace di servire anche potenti seconde oltre i 200 km/h. Spesso però ne perde il controllo, imbattendosi in numerosi doppi falli. Nel 2023 è stato infatti il secondo giocatore del circuito con più doppi falli commessi, 314 in 55 partite. È noto per la sua risposta al servizio da posizione estremamente arretrata. Ha conseguito i risultati migliori sul cemento, superficie sulla quale esprime a pieno le caratteristiche del suo gioco. È meno efficace sull'erba e sulla terra rossa, dove comunque ha ottenuto risultati di rilievo, tra cui la vittoria nel 2023 degli Internazionali d'Italia e le semifinali a Wimbledon su erba nel 2023 e 2024.
Giocatore eccentrico e di grande talento, è dotato di una straordinaria energia mentale con cui è in grado di ribaltare le sorti di un incontro cominciato male che altri giocatori si rassegnerebbero a perdere. Nei primi anni di carriera, spesso gli mancava questa forza di volontà e tendeva ad accettare le sconfitte senza reagire. È noto anche per il suo temperamento focoso, con scatti d'ira che lo portano a distruggere la racchetta, a invitare gli spettatori a fischiarlo o a spingere il suo coach a lasciare gli spalti. Ha affrontato questi problemi assieme alla psicanalista e performance coach con cui ha iniziato a lavorare nel 2018, che lo ha aiutato a controllare l'impazienza di ottenere risultati e a raggiungere gli obiettivi con determinazione.

## Statistiche

### Singolare

#### Finali del Grande Slam

##### Vittorie (1)
| N. | Data              | Torneo            | Superficie | Avversari in finale | Punteggio     |
| 1. | 12 settembre 2021 | US Open, New York | Cemento    | Novak Đoković       | 6–4, 6–4, 6–4 |

##### Finali perse (5)
| N. | Data              | Torneo                         | Superficie | Avversari in finale | Punteggio                  |
| 1. | 8 settembre 2019  | US Open, New York              | Cemento    | Rafael Nadal        | 5–7, 3–6, 7–5, 6–4, 4–6    |
| 2. | 21 febbraio 2021  | Australian Open, Melbourne     | Cemento    | Novak Đoković       | 5–7, 2–6, 2–6              |
| 3. | 30 gennaio 2022   | Australian Open, Melbourne (2) | Cemento    | Rafael Nadal        | 6–2, 7–6(5), 4–6, 4–6, 5–7 |
| 4. | 10 settembre 2023 | US Open, New York (2)          | Cemento    | Novak Đoković       | 3–6, 6(5)–7, 3–6           |
| 5. | 28 gennaio 2024   | Australian Open, Melbourne (3) | Cemento    | Jannik Sinner       | 6–3, 6–3, 4–6, 4–6, 3–6    |